# Geger (Bangkalan)
Geger is een bestuurslaag in het regentschap Bangkalan van de provincie Oost-Java, Indonesië. Geger telt 6105 inwoners (volkstelling 2010).